# Албърт Лонг
Албърт Лонг (на английски: Albert Limerick Long) е американски мисионер на Методистката епископална църква, писател и преводач, застъпник за каузата на българи и арменци в Османската империя.

## Биография
Роден е на 4 декември 1832 г. в гр. Уошингтън, щата Пенсилвания. Той е потомствен пастор. Има влечение към чуждите езици и на дванадесетгодишна възраст вече е говорил латински.
Поканен е да стане мисионер към Методистката епископална църква в Америка и да замине за България, след като на двадесет и четири години завършва с отличие богословското си образование. Той приема това и на 27 юни 1857 г. се отправя в изпълнение на дълга си. Непосредствено преди заминаването се жени за Персида Лъвланд. По време на тримесечното си пътешествие, д-р Лонг ускорено изучава български език. Използва първия учебник по български език за чужденци „Бележки по българска граматика“, написан от д-р Елиъс Ригс. След пристигането си в България се установява в гр. Шумен и започва да изучава сериозно гръцки и турски език. Сприятелява се с голяма част от местната интелигенция. Две години по-късно се мести в град Велико Търново, където започва да служи, а паралелно с това поставя началото на своята духовна и просветителската дейност. Датата 14 декември 1859 г., когато е и учредена Българска методистка епископална църква.
През 1863 г. продължава делото си в Цариград, като става надзирател на Мисията на Методистката епископална църква за Северна България. Тук пастора прави впечатление на тамошната интелигенция и дори на турските големци с достойнствата на своя характер. В периода от 1864 до 1894 г. в Цариград се разразява епидемия от холера, става силно земетресение и избухва голям пожар, в който изгарят около 10 000 къщи. Д-р Лонг работи в центъра на събитията, като оказва медицинска помощ и духовна подкрепа на пострадалите. Той е един от най-големите застъпници пред турските власти по време на репресиите срещу арменците през 1896 г.
| „ | Аз не желая да правя протестанти. Със своята просветителска работа искам да заинтересувам гражданите от Божието слово и те да започнат да прилагат в живота си Христовите принципи на правда и истина. Аз работя за бъдещето. | “ |

Д-р Лонг лично превежда на английски записките на архимандрит Методи Кусевич за зверствата при потушаването на Априлското въстание и ги предава на репортер на „Дейли Нюз“. Той и д-р Лошбърн настояват генералният консул на Америка в Цариград Юджийн Скайлър да посети Батак, за да се увери в достоверността на информацията за Баташкото клане. С тези действия и публикуваните репортажи във вестник „Дейли Нюз“ започва огромното движение на недоволство и протести в Западна Европа срещу погромите на Балканите.
За значителен принос на мисионера Алберт Лонг се счита преводите му при първото издание на Библията на съвременен български език, позната след това като Цариградската или Славейковата Библия. Двамата заедно с д-р Илайъс Ригс правят превод на Стария Завет от староеврейски, а за Новия Завет използват превода на Неофит Рилски. Девет години се работят заедно с Петко Славейков и Христодул Костович Сичан-Николов. Така през 1871 г. в Цариград е отпечатано първото издание на Библията на говорим за това време български език. Това е оценено като коренна промяна на българската духовност и книжовност за поколения напред.
От 1864 до 1872 г. д-р Лонг редактира и издава месечното списание „Зорница“ – първото християнско списание на български език. От 1872 г. до годината на смъртта си през 1901 г. той е професор по естествени науки в Робърт колеж в Цариград. Изпратен е носен на ръце и с огромни почести до парахода, който ще го отведе в Ливърпул, където почива само месец след това в болница в този град.

## Признание
На доктор Алберт Лонг е наречена улица в квартал „Хаджи Димитър“ в София (Карта).
Методистката епископална църква в град София носи неговото име.